# 아시안 하이웨이 83호선
아시안 하이웨이 83호선(AH83)은 아제르바이잔의 가자흐에서 출발하여 아르메니아의 예레반까지 이어주는 총 연장 172 km(107.5 마일)의 거리를 가진 아시안 하이웨이 노선망이다. 그러나 이 도로는 아르메니아와 아제르바이잔 사이의 영토 분쟁 지역을 통과하기도 하는 도로망이기도 하다.

## 주요 경유지

### 아제르바이잔
- R23 도로 : 가자흐 - 바라커퍼리

### 아르메니아
- M-4 간선도로 : 파라바카르 - 예레반